# Biesenthal
Biesenthal település Németországban, azon belül Brandenburgban. Lakosainak száma 6120 fő (2023. december 31.). Biesenthal Marienwerder és Wandlitz községekkel határos.

## Népesség
A település népességének változása:
| Lakosok száma | 5512 | 5734 | 5791 | 6101 | 6079 | 6120 |
|               | 2009 | 2017 | 2019 | 2021 | 2022 | 2023 |